# Polib si dědu
Polib si dědu je název pátého studiového alba pražské rockové hudební skupiny Wohnout. Bylo vydáno v září roku 2006 a obsahuje 14 skladeb zpívaných v češtině, s výjimkou písně „Činely", kterou je nazpívána napůl ve finštině a angličtině zpěvákem skupiny Waltari. Mezi další hosty patří i Lenka Dusilová a Jana Lota (průvodící povzdech u písničky Ganga).

## Seznam skladeb
1. Ganga
2. Kulibrci
3. Bílá vdova
4. Činely
5. Jaroušek na tři
6. Pseudobůček
7. Don číčo
8. Dům bez oken
9. Princezny nohy
10. Beatles
11. Kdy chlapi pláčou
12. Zajíci na měsíci
13. Polib si dědu
14. Housenky